# Mystus abbreviatus
Mystus abbreviatus es una especie de peces de la familia Bagridae en el orden de los Siluriformes.

## Distribución geográfica
Se encuentran en Indonesia.